# Ehnen
Ehnen (luxembourgeois : Éinen) est une section de la commune luxembourgeoise de Wormeldange située dans le canton de Grevenmacher.

## Curiosités
- Le musée du vin (en)
- L’unique église circulaire du pays